# محمد خميس خلف
محمد خميس خلف (من مواليد 23 فبراير 1969)، من الأمارات العربية المتحدة، هو لاعب رياضي اماراتي متخصص برفع أثقال ضمن مسابقات البارالمبية. مثل الإمارات المتحدة العربية في دورة الألعاب البارالمبية الصيفية للاعوام الاتية: 2004 و2008 و2012 و2016 و2021. الخلاصة قد احرز ثلاث ميداليات: ميداليتان ذهبيتان وميدالية فضية واحدة. وهو أيضًا أول متسابق بارالمبي يفوز بالميدالية الذهبية للبلاد في دورة الألعاب البارالمبية الصيفية.
فاز محمد خميس بالميدالية الذهبية في منافسات وزن 82.5 كجم للرجال في عام 2004، وفي عام 2008 فاز بالميدالية الفضية في مسابقات ضمن احداث وزن 90 كجم للرجال. لم يحالفه الحظ في الحصول على الميدالية في منافسات وزن 90 كجم للرجال في عام 2012. احرزة ميدالية في عام 2016، و الميدالية الذهبية في منافسات وزن 88 كجم للرجال.
شارك في إحداث بطولة العالم لرفع الأثقال لذوي الاحتياجات الخاصة التي أقيمت في مدينة نور سلطان، كازاخستان، عام 2019 دون أن يفوز بميدالية.
شارك في مسابقة 88 كجم للرجال ضمن إحداث دورة الألعاب البارالمبية الصيفية 2020 التي أقيمت في طوكيو باليابان، حيث غادر المنصة دون رفع وذالك بسبب إصابة في الكتف.

## روابط خارجية
- محمد خميس خلف في اللجنة البارالمبية الدولية